# Émetteur de Trèves

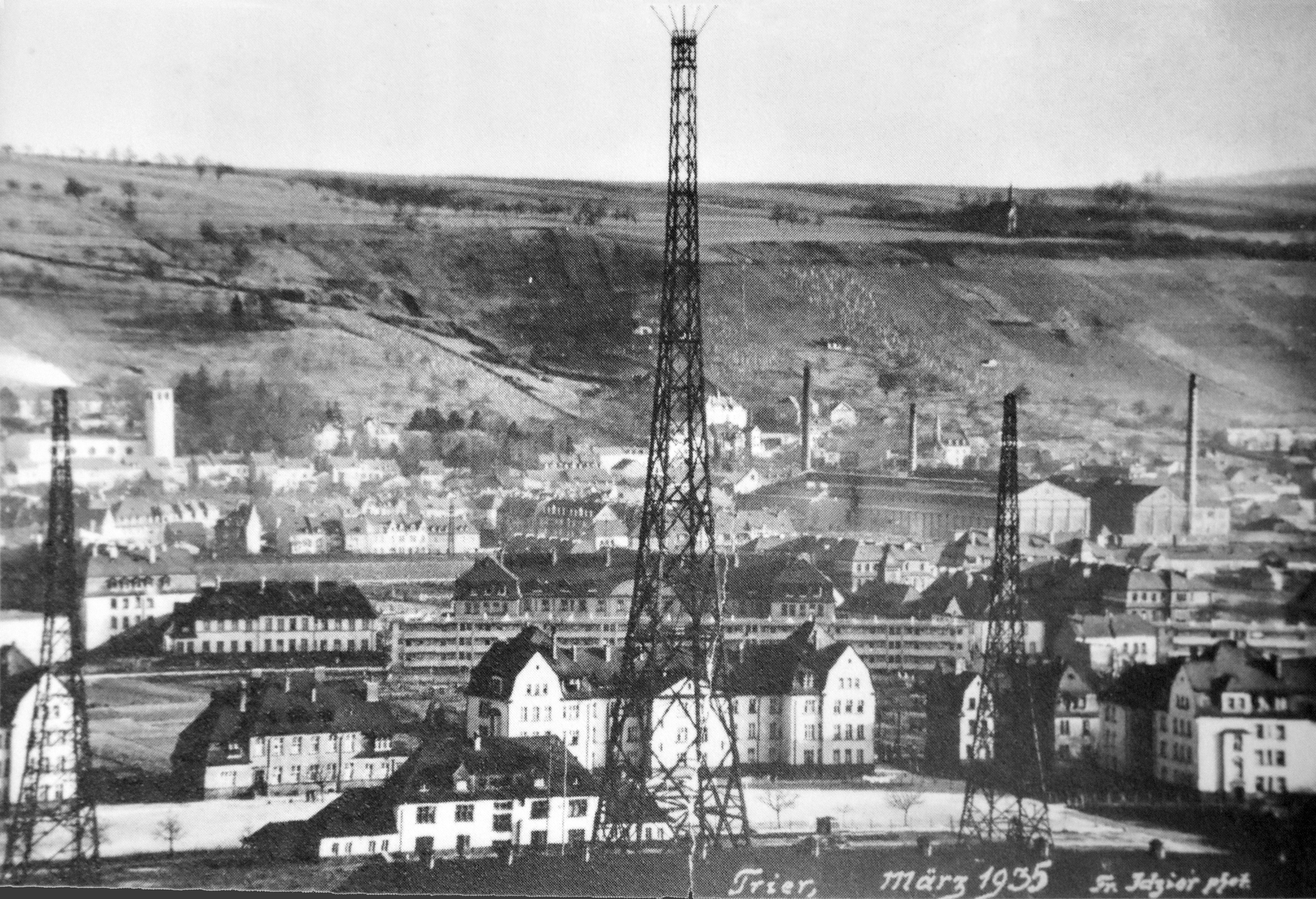
L'émetteur en mars 1935.

L'émetteur de Trèves est entré en service en 1932. Il est situé au 16 rue Ruwerer et est inauguré le 19 février 1933 pour servir jusqu'à l'année 1935 en tant qu'antenne de transmission. Elle était composée d'une antenne verticale de camp, qui est accrochée à une corde de chanvre, tendue entre deux tours en bois hautes de 60 mètres. En 1935 cette antenne a été remplacée par une antenne de fil, qui a été accrochée à l'intérieur d'une tour en bois haute de 107 mètres. Entre 1932 et le 30 septembre 1936, il y avait également un studio à Trèves, qui a été déplacé à Coblence. À la fin de la guerre, les installations techniques de l'émetteur ont été démantelées par les forces armées. En 1948 la tour en bois a été démantelée. En 1950 un nouveau émetteur d'ondes moyennes a été construit sur le Petrisberg à 49° 45′ 56″ N, 6° 39′ 33″ E, qui a été employé pendant que l'antenne de transmission était construite sur un mât en acier de treillis, isolé de la terre. Cette installation est déplacée en 1958 vers Markusberg, où elle est restée en service jusqu'en 1974.